# Amt Felsberg
Das Amt Felsberg der Landgrafschaft Hessen verwaltete die landgrafschaftlichen Besitzungen und Gerichte, die in der Umgebung der Stadt Felsberg in Nordhessen lagen.
Die benachbarten landgräflichen Ämter waren das Amt Gudensberg im Norden und Westen, das Amt Homberg im Süden und das Amt Melsungen im Osten und Nordosten. Andere Nachbarn waren Territorien verschiedener geistlicher Herrschaften wie z. B. des Erzstifts Mainz oder der Kartause Eppenberg.

## Zugehörige Orte
Vor 1360 gehörten zum Amt Felsberg die Orte Altenburg, Böddiger und Lohra.
Das Amt Felsberg ging 1822 im Kreis Melsungen auf.
| 1360 | 1413 | 1585 |
| --- | --- | --- |
| 1. Stadt Felsberg 2. Buren 3. Brechelsdorf 4. Gensingen 5. Hesseler 6. Melgershusen 7. Rabenshausen 8. Sontheim | 1. Stadt Felsberg 2. Alten-Brunslar 3. Beuern 4. Brechelsdorf 5. Büchenwerra 6. Deute 7. Eppenberg 8. Gensungen 9. Helmshausen 10. Hesserode 11. Melgershausen 12. Neuen-Brunslar 13. Niedermöllrich 14. Niedervorschütz 15. Rhünda | 1. Stadt Felsberg 2. Altenbrunslar 3. Altenburg 4. Beuern 5. Böddiger 6. Deute 7. Gensungen 8. Harle 9. Helmshausen 10. Hesserode 11. Hesslar 12. Hilgershausen 13. Lohra 14. Melgershausen 15. Neuenbrunslar 16. Niedermöllrich 17. Niedervorschütz 18. Rhünda 19. Unshausen |